# Diocesi di Copenaghen (luterana)
La diocesi di Copenaghen (in danese: Københavns Stift) è una diocesi della chiesa di Danimarca. Nel 2021 contava 467 632 battezzati su 805 589 abitanti. Dal 1º settembre 2009 il vescovo è Peter Skov-Jakobsen.

## Organizzazione territoriale
La diocesi di Copenaghen comprende la città di Copenaghen, Frederiksberg, Amager, Tårnby, Dragør e l'isola di Bornholm.
La sede vescovile è a Copenaghen, presso la cattedrale di Nostra Signora.
La diocesi è composta da 9 decanati, conta 107 sacerdoti e 119 chiese.

## Storia
La diocesi è stata fondata nel 1922 in seguito alla divisione della diocesi di Selandia nelle diocesi di Roskilde e di Copenaghen.
La diocesi di Selandia era la diretta erede dell'antica diocesi di Roskilde, con la riforma luterana la cattedrale era rimasta quella di Roskilde ma la sede effettiva fu spostata a Copenaghen.

## Vescovi di Copenaghen
Il vescovo di Copenaghen ha uno status speciale come primus inter pares tra i vescovi danesi, ma non porta il titolo di arcivescovo poiché la sede metropolita danese era Lund, città ormai da secoli ceduta alla Svezia. Il capo amministrativo della chiesa è il ministro degli Affari Ecclesiastici (e la regina).
- Harald Ostenfeld (1922 - 1934)
- Hans Fuglsang Damgaard (1934 - 1960)
- Willy Westergaard Madsen (1960 - 1975)
- Ole Bertelsen (1975 - 1992)
- Erik Norman Svendsen (1992 - 2009)
- Peter Skov-Jakobsen, dal 2009